# San Nicolás, Atempan
San Nicolás är en ort i Mexiko.   Den ligger i kommunen Atempan och delstaten Puebla, i den sydöstra delen av landet, 180 km öster om huvudstaden Mexico City. San Nicolás ligger 1 946 meter över havet och antalet invånare är 705.
Terrängen runt San Nicolás är lite bergig, och sluttar norrut. Runt San Nicolás är det ganska tätbefolkat, med 179 invånare per kvadratkilometer. Närmaste större samhälle är Teziutlan, 9,5 km öster om San Nicolás. I omgivningarna runt San Nicolás växer huvudsakligen savannskog.